# Стигга, Оскар Ансович
О́скар А́нсович Сти́гга (родился 19 ноября 1894 года, Грос-Ауцкая волость, Туккумский уезд, Курляндская губерния, Российская империя — казнён 29 июля 1938 года, «Коммунарка», Московская область, РСФСР, СССР) — начальник 1-го и 3-го отделов РУ РККА, комдив (1936). Участник 1-й Мировой войны и гражданской войны в РСФСР (1917/18—22).

## Биография
Родился в латышской семье батрака. Окончив церковно-приходскую школу, работал пастухом, посыльным в лавке, извозчиком. В 1915 призван в армию и служил в 175-м запасном полку. В начале 1916 отправлен в Латышский запасный полк. С апреля того же года служил в 3-м Курземском латышском стрелковом полку, назначен писарем полковой канцелярии. С весны 1917 член полкового комитета, а с октября того же года секретарь, а затем председатель исполкома латышских стрелковых полков. Член РКП(б) с сентября 1917.
В Красной Армии с 1918. Участник Гражданской войны, в ходе которой занимал ответственные должности политсостава и командные посты: члена Реввоенсовета армии Советской Латвии (январь — март 1919), члена Реввоенсовета Западного фронта (март — июль 1919), военкома 33-й стрелковой дивизии (август 1919 — март 1920), начальника этой дивизии (март — сентябрь 1920). Вместе с дивизией был интернирован в Германии, где провёл два месяца.
В ноябре 1920 зачислен в состав сотрудников Регистрационного управления Штаба РККА. В Региструпре ПШ РВС Республики — РУ РККА заведующий фронтом 1-го отделения Организационного отдела, сотрудник для поручений при начальнике Управления (декабрь 1920 — ноябрь 1922), был в служебной командировке «по ревизии разведорганов Сибири» (1922). После окончания Гражданской войны служил в Разведывательном управлении Штаба РККА, занимая должности начальника сектора, начальника курсов, для особых поручений при начальнике управления.
В распоряжении, сотрудник для особых поручений (ноябрь 1922 — январь 1935), возглавлял Дезинформационное бюро Управления (декабрь 1922 — ноябрь 1930), которое активно снабжало зарубежные спецслужбы «дезинформацией», в том числе и в рамках известной операции «Трест». Находился на нелегальной работе в Германии, был резидентом в Австрии (ноябрь 1930 — ноябрь 1934). С января 1935 начальник 3-го отдела Разведупра РККА. С апреля 1937 руководил (по совместительству) 1-м отделом того же управления.
Арестован 29 ноября 1937, приговорён ВКВС СССР к ВМН и расстрелян 29 июля 1938 по обвинению в участии в латышской шпионско-террористической организации, реабилитирован 8 сентября 1956.

## Семья
Жена — Зельма Яновна Набель (1897 г.р.), секретарь-референт отдела кадров НКВД СССР, по обвинению «в недоносительстве» на мужа была приговорена в октябре 1938 года к пяти годам лагерей.

## Звания
- рядовой (1915);
- младший унтер-офицер (1916);
- комдив (17 января 1936).

## Награды
Награждён орденом Красной Звезды (1937), золотыми часами «за исключительно добросовестную работу при выполнении особо ответственных заданий» (1935).